# Collegio di Meon Valley
Meon Valley è stato un collegio elettorale inglese situato nell'Hampshire rappresentato alla camera dei Comuni del parlamento del Regno Unito. Eleggeva un membro del parlamento con il sistema maggioritario a turno unico; il collegio è stato abolito in occasione della revisione periodica del 2024.

## Estensione
Il collegio fu creato dalla Boundary Commission for England come collegio extra per l'Hampshire, con ward elettorali provenienti da East Hampshire, Havant e Winchester. 
- Da East Hampshire: i ward di Clanfield and Finchdean, Horndean Catherington and Lovedean, Horndean Downs, Horndean Hazleton and Blendworth, Horndean Kings, Horndean Murray e Rowlands Castle
- Da Havant: i ward di Cowplain, Hart Plain e Waterloo
- Da Winchester: i ward di Bishops Waltham, Boarhunt and Southwick, Cheriton and Bishops Sutton, Denmead, Droxford, Soberton and Hambledon, Owslebury and Curdridge, Shedfield, Swanmore and Newtown, Upper Meon Valley, Whiteley e Wickham

I ward di Meon Valley provenivano perlopiù dagli ex collegi di Winchester e East Hampshire, e 600 elettori da Havant, che per il resto rimase non modificato. Le maggiori città del collegio erano Waterlooville e Horndean.

## Storia
Quando fu creato, il collegio ricopriva aree che avevano influenze sia liberal democratiche nella zona di Winchester, sia conservatrici nella zona dell'East Hampshire, pertanto i sondaggi differivano nelle predizioni. Alle elezioni del 2010, tuttavia, il collegio vide uno dei più grandi spostamenti di voti dai liberal democratici ai conservatori (il 9,4%) e il candidato conservatore George Hollingbery fu eletto con un vantaggio di oltre 12.000 voti. Uno spostamento di voti simile si verificò nel vicino collegio di Winchester, dove un conservatore conquistò il seggio. 
A seguito delle elezioni del 2015, Meon Valley fu uno dei seggi più sicuri del Regno Unito per i conservatori.

## Membri del parlamento
| Elezione | Elezione       | Deputato           | Partito          |
| -------- | -------------- | ------------------ | ---------------- |
|          | 2010           | George Hollingbery | Conservatore     |
| 2019     | Flick Drummond |                    | Conservatore     |
|          | 2024           | Collegio abolito   | Collegio abolito |

## Elezioni

### Elezioni negli anni 2010
| Partito                    | Partito                                   | Candidato                  | Risultati 12 dicembre 2019 | Risultati 12 dicembre 2019 |
| Partito                    | Partito                                   | Candidato                  | Voti                       | %                          |
| -------------------------- | ----------------------------------------- | -------------------------- | -------------------------- | -------------------------- |
|                            | Conservatore                              | Flick Drummond             | 35 271                     | 64,33                      |
|                            | Lib Dem                                   | Lewis North                | 11 716                     | 21,37                      |
|                            | Laburista                                 | Matthew Bunday             | 5 644                      | 10,29                      |
|                            | Verdi                                     | Malcolm Wallace            | 2 198                      | 4,01                       |
|                            |                                           |                            |                            |                            |
| Iscritti                   | Iscritti                                  | Iscritti                   | 75 737                     | 100,00                     |
| ↳ Votanti (% su iscritti)  | ↳ Votanti (% su iscritti)                 | ↳ Votanti (% su iscritti)  | 54 829                     | 72,39                      |
| ↳ Astenuti (% su iscritti) | ↳ Astenuti (% su iscritti)                | ↳ Astenuti (% su iscritti) | 20 908                     | 27,61                      |
|                            |                                           |                            |                            |                            |
|                            | Esito: collegio confermato a Conservatore |                            |                            |                            |

| Partito                    | Partito                                   | Candidato                  | Risultati 8 giugno 2017 | Risultati 8 giugno 2017 |
| Partito                    | Partito                                   | Candidato                  | Voti                    | %                       |
| -------------------------- | ----------------------------------------- | -------------------------- | ----------------------- | ----------------------- |
|                            | Conservatore                              | George Hollingbery         | 35 624                  | 65,74                   |
|                            | Laburista                                 | Sheena King                | 9 932                   | 18,33                   |
|                            | Lib Dem                                   | Martin Tod                 | 5 900                   | 10,89                   |
|                            | UKIP                                      | Paul Bailey                | 1 435                   | 2,65                    |
|                            | Verdi                                     | Andrew Hayward             | 1 301                   | 2,40                    |
|                            |                                           |                            |                         |                         |
| Iscritti                   | Iscritti                                  | Iscritti                   | 74 235                  | 100,00                  |
| ↳ Votanti (% su iscritti)  | ↳ Votanti (% su iscritti)                 | ↳ Votanti (% su iscritti)  | 54 192                  | 73,00                   |
| ↳ Astenuti (% su iscritti) | ↳ Astenuti (% su iscritti)                | ↳ Astenuti (% su iscritti) | 20 043                  | 27,00                   |
|                            |                                           |                            |                         |                         |
|                            | Esito: collegio confermato a Conservatore |                            |                         |                         |

| Partito                    | Partito                                   | Candidato                  | Risultati 7 maggio 2015 | Risultati 7 maggio 2015 |
| Partito                    | Partito                                   | Candidato                  | Voti                    | %                       |
| -------------------------- | ----------------------------------------- | -------------------------- | ----------------------- | ----------------------- |
|                            | Conservatore                              | George Hollingbery         | 31 578                  | 61,06                   |
|                            | UKIP                                      | David Alexander            | 7 665                   | 14,82                   |
|                            | Laburista                                 | Gemma McKenna              | 5 656                   | 10,94                   |
|                            | Lib Dem                                   | Chris Carrigan             | 4 987                   | 9,64                    |
|                            | Verdi                                     | Diana Wellings             | 1 831                   | 3,54                    |
|                            |                                           |                            |                         |                         |
| Iscritti                   | Iscritti                                  | Iscritti                   | 72 738                  | 100,00                  |
| ↳ Votanti (% su iscritti)  | ↳ Votanti (% su iscritti)                 | ↳ Votanti (% su iscritti)  | 51 717                  | 71,10                   |
| ↳ Astenuti (% su iscritti) | ↳ Astenuti (% su iscritti)                | ↳ Astenuti (% su iscritti) | 21 021                  | 28,90                   |
|                            |                                           |                            |                         |                         |
|                            | Esito: collegio confermato a Conservatore |                            |                         |                         |

| Partito                    | Partito                                         | Candidato                  | Risultati 6 maggio 2010 | Risultati 6 maggio 2010 |
| Partito                    | Partito                                         | Candidato                  | Voti                    | %                       |
| -------------------------- | ----------------------------------------------- | -------------------------- | ----------------------- | ----------------------- |
|                            | Conservatore                                    | George Hollingbery         | 28 818                  | 56,24                   |
|                            | Lib Dem                                         | Liz Leffman                | 16 693                  | 32,58                   |
|                            | Laburista                                       | Howard Linsley             | 3 266                   | 6,37                    |
|                            | UKIP                                            | Steve Harris               | 1 490                   | 2,91                    |
|                            | Democratici                                     | Pat Harris                 | 582                     | 1,14                    |
|                            | Animal Protection                               | Sarah Coats                | 255                     | 0,50                    |
|                            | Indipendente                                    | Graeme Quar                | 134                     | 0,26                    |
|                            |                                                 |                            |                         |                         |
| Iscritti                   | Iscritti                                        | Iscritti                   | 70 478                  | 100,00                  |
| ↳ Votanti (% su iscritti)  | ↳ Votanti (% su iscritti)                       | ↳ Votanti (% su iscritti)  | 51 238                  | 72,70                   |
| ↳ Astenuti (% su iscritti) | ↳ Astenuti (% su iscritti)                      | ↳ Astenuti (% su iscritti) | 19 240                  | 27,30                   |
|                            |                                                 |                            |                         |                         |
|                            | Esito: collegio a Conservatore (nuovo collegio) |                            |                         |                         |

## Risultati dei referendum

### Referendum sulla permanenza del Regno Unito nell'Unione europea del 2016
|             | Collegio    | Lasciare UE % | Rimanere in UE % |
| ----------- | ----------- | ------------- | ---------------- |
|             | Meon Valley | 52,9%         | 47,1%            |
| Inghilterra | 53,3%       | 46,7%         |                  |
| Regno Unito | 51,9%       | 48,1%         |                  |